# Denny Seiwell
Denny Seiwell, ameriški bobnar, studijski glasbenik, * 10. julij 1943, Lehighton, Pensilvanija, Združene države Amerike.
Denny Seiwell je ameriški bobnar, ki je bil ustanovni član skupine McCartneyjeve skupine Wings. Sodeloval je tudi z imeni, kot so Billy Joel, Liza Minelli, James Brown in Janis Joplin, ter pri glasbi iz filmov Waterworld, Grease II in Vertical Limit.
Seiwell je odraščal v Lehingtonu, Pensilvanija, kot sin Donalda Seiwella in Fay Carrigan. Maturiral je na srednji šoli Lehington High School in je bil tudi član prve zasedbe skupine Carbon County Band leta 1961. Po maturi se je Seiwell pridružil ameriški vojski. Preselil se je v New York, Paul McCartney pa ga je povabil v svojo novo skupino Wings. Avgusta 1973 je Seiwell zapustil Wingse in se preselil v Los Angeles, kjer živi še danes.

## Diskografija
- Paul McCartney - Ram (Capitol)
- Wings - Wild Life (Apple/EMI)
- Wings - Red Rose Speedway (Apple/EMI)
- Wings - Wings Greatest (EMI)
- Wings - Wingspan: Hits and History (EMI)
- James Brown - Goodfoot (Polydor)
- Billy Joel - Cold Spring Harbor (Columbia)
- Janis Joplin - Farewell Song (Columbia)
- Donovan - Essence to Essence (Epic)
- Art Garfunkel - Breakaway (Columbia)
- John Denver - Take Me to Tomorrow (RCA)
- Deniece Williams - I'm So Proud (Columbia)
- Rick Danko - Rick Danko (Arista)
- Liza Minnelli - Tropical Nights (Columbia)
- Astrud Gilberto - Astrud Gilberto & Stanley Turrentine (CTI)
- Kai Winding/JJ Johnson - Betwixt and Between (A&M Records)